# Nationalmuseum
Het Nationalmuseum is het grootste kunstmuseum van Zweden. Het staat op het schiereiland Blasieholmen in het centrum van Stockholm. Het in 1792 opgerichte museum heeft een collectie van ca. 16.000 schilderijen en beelden en grote verzamelingen kunstnijverheid en grafiek. Een belangrijke plek heeft de Zweedse kunst van de 16e eeuw tot en met de 20e eeuw. De internationale collectie bevat werk van kunstenaars als Rembrandt, Rubens, Frans Hals, Manet en Renoir.
Het museum gaat terug op de koninklijke kunstverzameling, die sinds koning Gustaaf I op kasteel Gripsholm was aangelegd. Een grote bijdrage daaraan was geleverd door graaf Carl Gustaf Tessin, die als ambassadeur in Parijs veel belangrijk Frans werk aankocht. Na de dood van Gustaaf III in 1782 werd tot zijn nagedachtenis het Koninklijk Museum (Kungliga Museet) gesticht.
Het huidige gebouw, een ontwerp van de Berlijnse architect Friedrich August Stüler, werd in 1866 in gebruik genomen. In dat jaar kreeg het museum ook zijn huidige naam. Het gebouw onderging in 1961 een uitbreiding en werd tussen 2013 en 2018 gerestaureerd.
Eind 2005 vond in het Nationalmuseum de tentoonstelling Holländsk guldålder (De Nederlandse Gouden Eeuw) plaats.
Het museum beheert ook de kunstwerken in verschillende kastelen, waaronder Gripsholm, Drottningholm en Strömsholm. Ook het porseleinmuseum van Gustavsberg valt onder het nationaal museum.
Sinds 2016 is de permanente collectie gratis toegankelijk.
In de museumtuin bevinden zich de beeldhouwwerken Yngling med sköldpadda, Fosterbröderna en Bältespännarna.
|                                            |  |                                                               |  |                                        |  |                                      |
| Memento Mori Roelant Savery, ca. 1600-1609 |  | Samenzwering van de Bataven Rembrandt van Rijn, ca. 1661-1662 |  | Dame met sluier Alexander Roslin, 1768 |  | La Grenouillère Auguste Renoir, 1869 |